# بخش اوبون

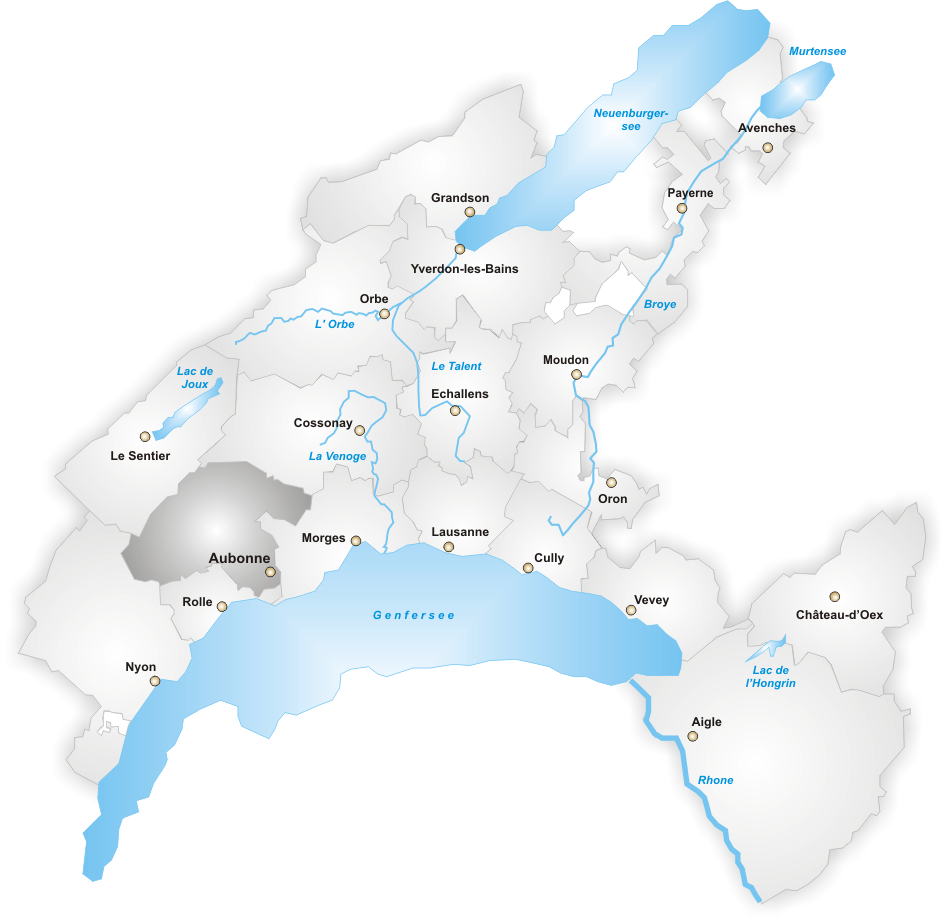
نمایی از نقشهٔ بخش اوبون (خاکستری) یکی از بخشهای ایالت وو در کشور سوئیس - ۲۰۰۷

بخش اوبون یکی از بخشهای ایالت وو  در کشور سوئیس است.